# Goodwin Steel Castings Ltd
A Goodwin Steel Castings Limited é uma empresa de engenharia pesada localizada em Stoke-on-Trent, Staffordshire, Inglaterra.  A companhia especializa-se na produção de grandes peças de aço, fundidas, customizadas e usinadas.

## História

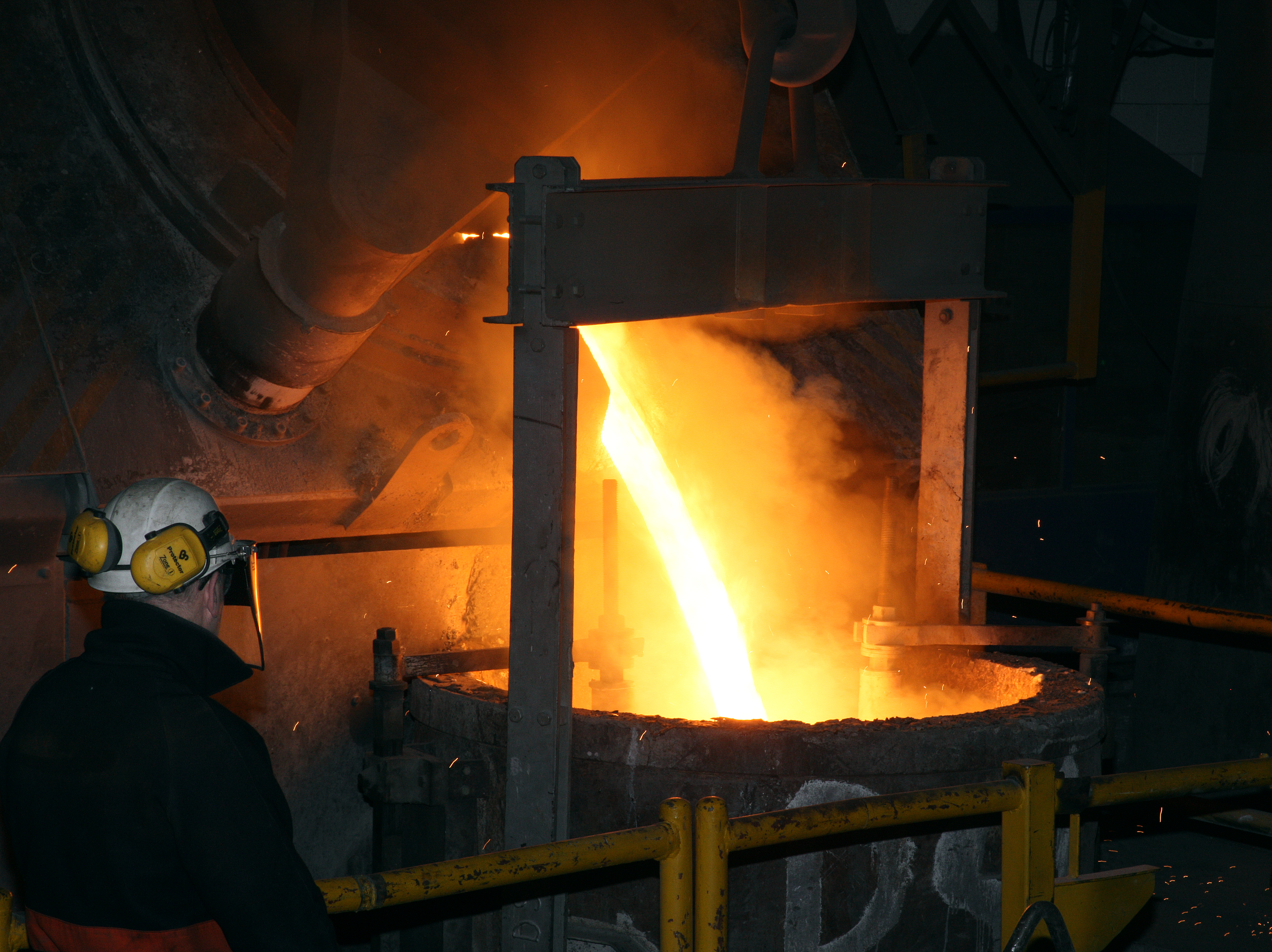
Uma das usinas da empresa.

A Goodwin Steel Castings vem fornecendo peças usinadas desde 1883. A fundição tem 180 operários e conta com o apoio de sua empresa associada, Goodwin International Ltd., a qual está localizada a 5 km e efetua usinagem, fabricação e trabalhos de montagem nas peças fundidas produzidas pela fundição. A oficina de Goodwin tem cerca de 270 trabalhadores na sua instalação de usinagem moderna CNC.
Goodwin Steel Castings Ltd, parte do grupo de engenharia Goodwin PLC, é o principal produtor independente no Reino Unido de peças fundidas de alto teor de liga e de elevada integridade de qualidade.
A atividade industrial da empresa desde seu estabelecimento em 1883 tem sido fundição. É uma das 10 companhias mais antigas cotadas na Bolsa de valores do RU.
Em 1984 a Goodwins foi a primeira fundição de aço do mundo  a receber o credenciamento pela British Standards Institution (Instituição Britânica de Normas) da norma BS5750, equivalente atualmente a ISO 9001, para a produção de peças fundidas e para a simulação em computador do processo de alimentação para fundição. Em 2006 a empresa recebeu o Queen's Award for International Trade (Prêmio da Rainha para Comércio Internacional).

## Capacidades
A empresa especializa-se na produção de peças fundidas para provedores que atendem mundialmente às indústrias nucleares, petroquímicas, e de engenharia, de petróleo, e processos industriais.
Incluem-se entre os materiais fornecidos aços inoxidáveis de carbono, de baixa teor de liga, resistentes a calor, aço inoxidável dúplice e super-dúplice e super-ligas de níquel.
Ela fornece peças fundidas usinadas de 200 kg a 10.000 kg como peças únicas e de até 18.000 kg como componentes únicos fabricados. Pode fornecer unidades soldadas de até 50.000 kg.
As ligas de níquel e de aço são derretidas na fornalha de arco elétrico e podem ser processadas através do recipiente de refinamento de Descarburização de Oxigênio de Argônio (AOD).

## Aplicações
As peças fundidas da Goodwin são utilizadas em vários projetos.  Segue abaixo uma relação dos projetos de maior destaque. 

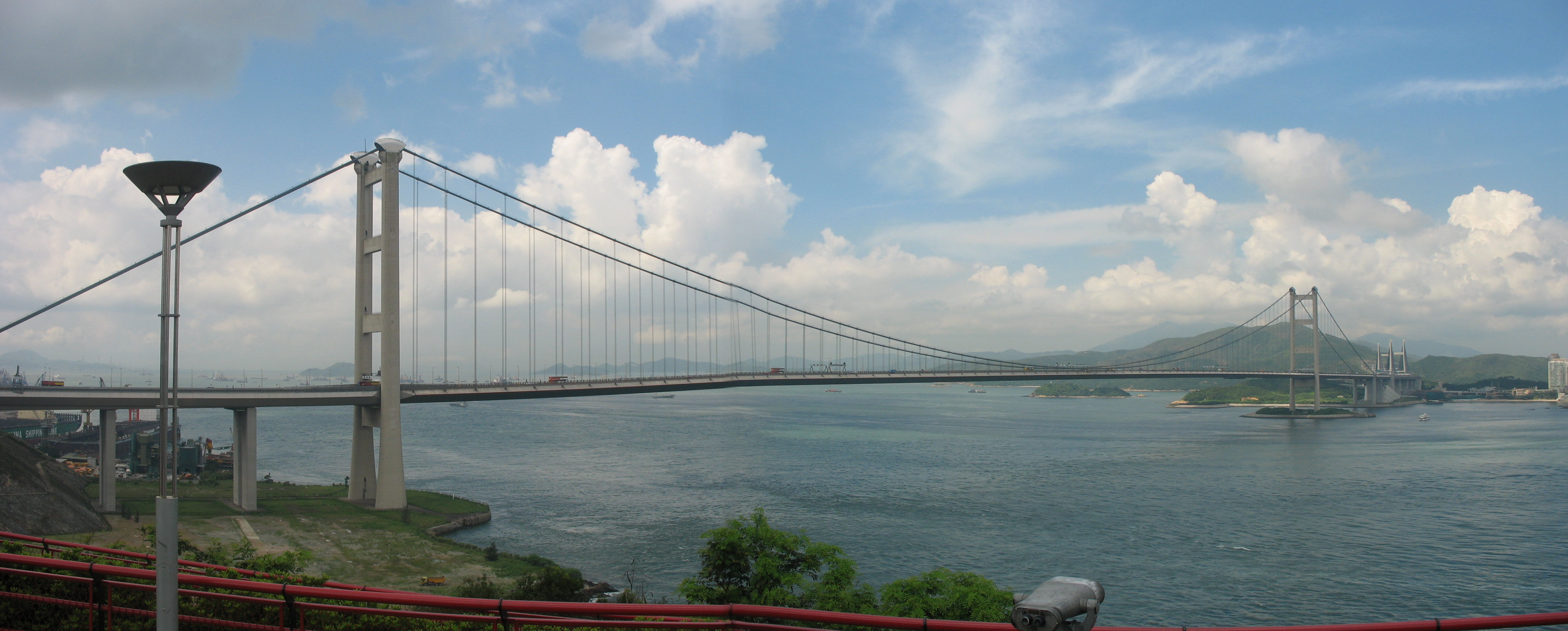
Ponte de Tsing Ma, Hong Kong,

### Pontes
- Ponte de Hardanger[4]
- Substituição da seção do leste da ponte da Baia Oakland [5]

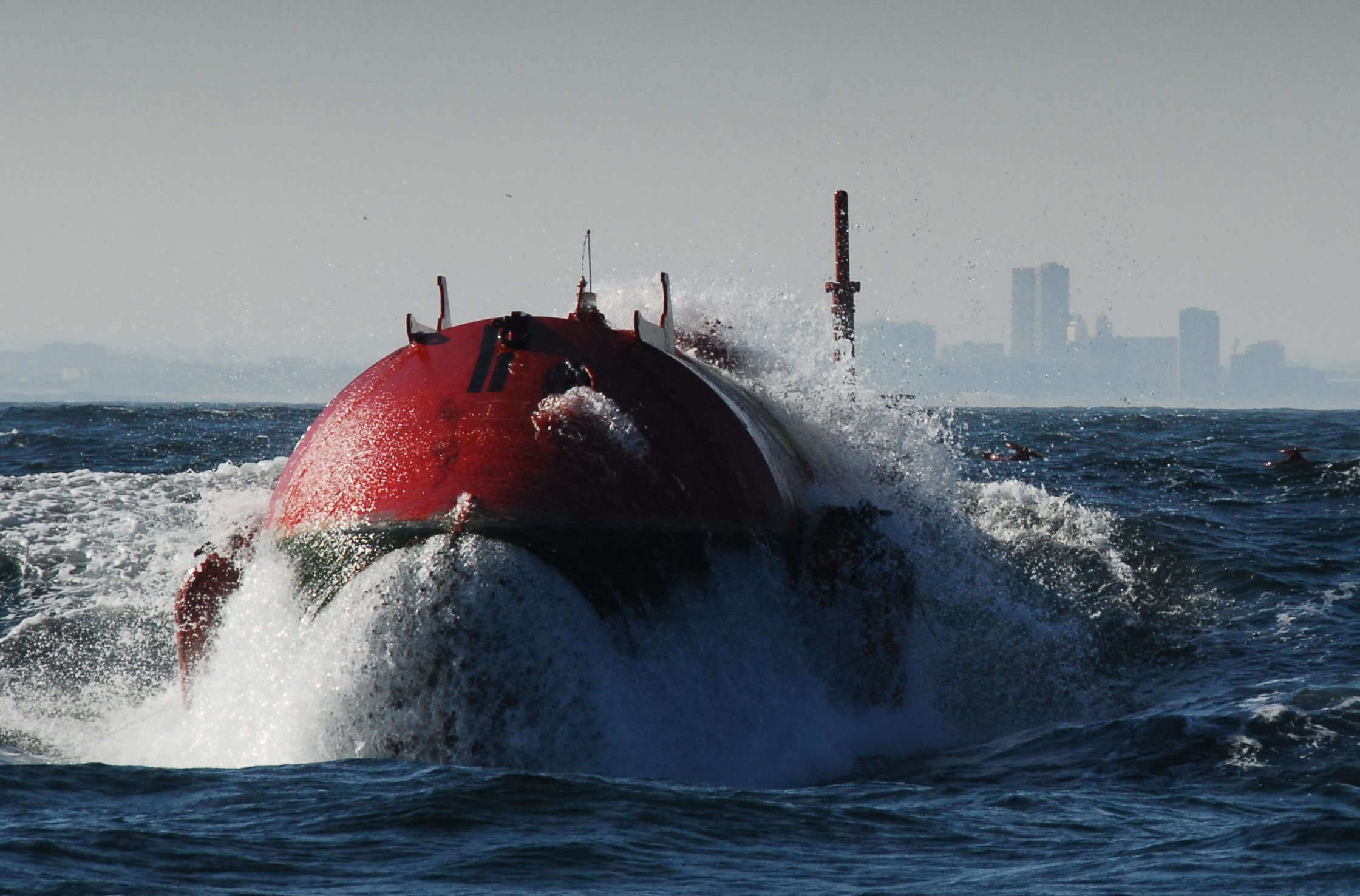
Conversores de energia de onda.

- Ponte de Tsing Ma[6]
- Ponte de Jiangyin [7]

### Estrutura/ Arquitetura
- Base Naval de Faslane[8]
- Estação de Stratford[9]
- Ludwig Erhard Haus [6]
- Estação de Paddington[10]

### Geração de Energia (inclusive Nuclear)
- Conversor de energia de onda Pelamis[11]
- Central elétrica nuclear Sizewell B
- Centro de reprocessamento de Sellafield

### Outros
- Submarinos da classe Astute

### Desenvolvimento
A Goodwin tem tido uma forte participação nos programas de desenvolvimento de liga de níquel para centrais elétricas de combustíveis fossilíferos para Aplicações Avançadas Super-Críticas (A-USC).
Estes projetos incluem:
- Thermie AD700
- COMTES
- Pacific Basin 700 research
- European NextGenPower
- MacPlus